# August Dissen

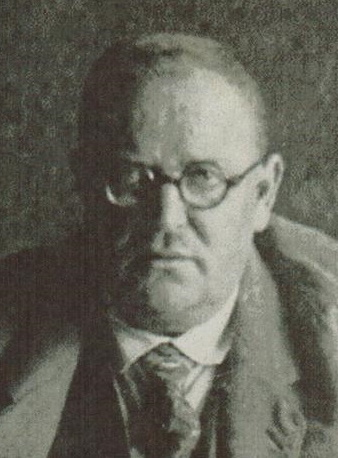
August Dissen (1875–1933), ehem. Bürgermeister von Warburg

August Dissen (* 21. Juli 1875 in Kleinenberg; † 23. Februar 1933 in Warburg) war von 1919 bis 1933 Bürgermeister von Warburg.

## Leben

### Familie und Ausbildung
Er entstammte einer alteingesessenen Bauernfamilie in Kleinenberg bei Lichtenau. Nach Besuch der dortigen Grundschule kam er auf eine Ordensschule in Holland. Seine Verwaltungslaufbahn begann er auf dem Landratsamt in Warburg und wechselte dann zum Bürgermeisteramt Warburg, wo er zum Verwaltungssekretär aufrückte. 1906 heiratete er Josefine Maria Rehermann, Tochter des Warburger Stellmachers Josef Rehermann. Aus der Ehe gingen eine Tochter und drei Söhne hervor.

### Öffentliches Wirken
1907 wurde er zum Bürgermeister von Borgentreich gewählt. Bereits drei Jahre später wurde er Bürgermeister von Geseke, wo er die Wasserversorgung modernisierte und die Zementindustrie förderte.
Am 10. Juli 1919 wurde er aus 128 Mitbewerbern zum Bürgermeister von Warburg gewählt und trat am 1. Oktober 1919 sein Amt an. Sein dortiger Vorgänger Paul Lipps war mit nur 44 Jahren verstorben. Zu Dissens Leistungen in seiner Amtszeit zählten die Ausgabe von Notgeld und die Neuordnung der durch Ersten Weltkrieg und Inflation zerrütteten Finanzen, die Erschließung neuer Wohngebiete auf der Hüffert und am Wiesenberg, der Bau des St.-Petri-Hospitals 1923–26, der Bau der Höheren Töchter-Schule auf der Hüffert und der Hüffertkampfbahn 1927 und die Regulierung der Diemel 1926–1930 einschließlich des Baues neuer Brücken.
1931 wurde er für 12 Jahre wiedergewählt, starb jedoch schon am 23. Februar 1933. Im Nachruf des Warburger Kreisblattes hieß es fünf Tage später: Seine Werke werden nach Jahrzehnten noch für unsere Enkel und Urenkel Bestand haben. Wir aber können dem verdienstvollen Toten am besten Gedenken erweisen, wenn wir die unter seiner Ägide vollendeten Werke in seinem Geiste fortführen. Die Amtsgeschäfte wurden danach zunächst vom Beigeordneten Wiegand weitergeführt. Bei der folgenden Stadtverordnetenwahl vom 12. März 1933, kam die NSDAP in Warburg mit 418 Stimmem lediglich auf 13 %. Dennoch ernannte am 27. Juli 1933 der Landrat Joseph von Spiegel zu Peckelsheim den SA-Sturmführer Otto Schlötel aus Minden zum neuen Bürgermeister.

## Ehrungen
- 1950 wurde die August-Dissen-Straße in Warburg nach ihm benannt.